# Orcula austriaca
Orcula austriaca is een slakkensoort uit de familie van de Orculidae. De wetenschappelijke naam van de soort werd in 1932 voor het eerst geldig gepubliceerd door Stephan Zimmermann.

## Kenmerken
De cilindrische, dikke tonvormige slakkenhuisje is 6 tot 7 mm hoog en 2,6 tot 2,8 mm breed. Het heeft 9 tot 10,5 licht convexe windingen. De laatste winding is af en toe een beetje opgeblazen. De naad tussen de bochten is slechts ondiep. De palatinale kam is sterk ontwikkeld en vormt een kleine uitstulping naar binnen. Er zijn altijd twee spindelvouwen; af en toe wordt een zwakke derde spilplooi aangegeven tussen deze twee.

### Vergelijkbare soorten
Het huisje van Orcula spoliata is gemiddeld iets kleiner en breder. De palatinerug is afwezig of slecht ontwikkeld. In Orcula gularis wordt altijd een sterke palatinale tand ontwikkeld. Bij deze soort is de bovenste spilplooi slecht ontwikkeld of afwezig.

## Geografische spreiding en leefgebied
Deze soort komt alleen voor in Noord-Oostenrijk, Karinthië en Stiermarken. Hij leeft daar in vochtige, donkere kloven, maar ook op met gras begroeide en rotsachtige hellingen die op het zuiden liggen. De dieren zitten daar op dood hout, op rotsen, of zijn ook te vinden in de modder tussen de rotsen.